# Time Crash
"Time Crash" é um mini-episódio da série de ficção científica britânica Doctor Who. Foi transmitido em 16 de novembro de 2007, como parte do teleton da BBC One para a instituição de caridade infantil Children in Need. Escrito por Steven Moffat, estrelou David Tennant como o Décimo Doutor e trouxe de volta Peter Davison como o Quinto Doutor.
O episódio, ambientado na última cena do episódio anterior "Last of the Time Lords", retrata um encontro humorístico entre a quinta e a décima encarnações do Doutor, interpretadas por Davison e Tennant, respectivamente. "Time Crash" foi elogiado pelos críticos que analisaram o episódio e foi um sucesso de audiência; foi o programa mais assistido da noite e, brevemente, o episódio mais assistido de Doctor Who desde 2005, com 11 milhões de espectadores.

## Enredo
O Décimo Doutor tenta decolar a TARDIS após se despedir de Martha Jones, apenas para a máquina girar descontroladamente e soar um alarme. Verificando os sistemas, o Doutor de repente colide com sua quinta encarnação, que está fazendo a mesma coisa. O Décimo Doutor reconhece seu antigo eu e fica encantado em vê-lo, zombando gentilmente de suas excentricidades particulares. No entanto, o Quinto Doutor fica irritado, pensando que sua contraparte é um "fã" que de alguma forma invadiu a TARDIS.
Os Doutores descobrem que a mesma TARDIS em diferentes pontos no tempo colidiu porque o Décimo Doutor deixou seus escudos abaixados. Isso cria um paradoxo que causará um buraco negro forte o suficiente para engolir o universo inteiro. O Décimo Doutor o contra-ataca com uma supernova, uma solução que ele se lembra de ter visto a si mesmo executar neste mesmo incidente (um paradoxo da predestinação), fazendo o Quinto Doutor perceber que o Décimo realmente é seu futuro eu. Este relembra enquanto o Quinto Doutor começa a desaparecer em uma linha do tempo separada, revelando vários traços de sua quinta encarnação que ele reteve para sua décima, e deseja-lhe tudo de bom.
Conforme os fluxos temporais se dividem, o Quinto Doutor grita, avisando o Décimo para levantar seus escudos. Um navio chamado Titanic então colide com a TARDIS.

## Produção
O episódio foi inicialmente concebido pelos produtores executivos Julie Gardner e Russell T Davies, que decidiram exibir uma cena intersticial para o Children in Need de 2007. Gardner pediu a Steven Moffat para escrever o especial, com as estipulações de que a cena poderia ser filmada em um dia e um set e não exigiria efeitos CGI. Peter Davison foi abordado para reprisar seu papel como o Quinto Doutor em julho de 2007, e aceitou para impressionar seus filhos. O episódio foi oficialmente anunciado pela BBC em 21 de outubro.
O roteiro de Moffat começou repetindo a saída de Martha. O roteiro indicava que "desta vez, ficamos com o Doutor. Como antes... o Doutor leva um momento, então aperta os controles," e descreveu o Quinto Doutor como tendo um "casaco, camisa de críquete e um talo de aipo na lapela". Moffat incluiu várias referências às histórias daquele Doutor em seu roteiro: o Décimo Doutor comentava sobre o traje do Quinto e sua recusa em usar a chave de fenda sônica. Uma linha sobre os efeitos do paradoxo que a colisão da TARDIS causou deu uma explicação de por que o Quinto Doutor parecia muito mais velho do que o normal, abordando que Davison havia deixado o papel mais de vinte anos antes. O Décimo Doutor se refere a Tegan Jovanka, Nyssa, as histórias com os Cybermen Earthshock (1982) e "The Five Doctors" (1983), os seriados com a Mara, Kinda (1982) e Snakedance (1983), os "chapéus engraçados" dos Senhores do Tempo em Arc of Infinity (1983) e as várias histórias com o Mestre durante o período de Davison.
"Time Crash" foi filmado no Upper Boat Studios em Upper Boat, Cardiff, como parte do quarto bloco de gravação da quarta temporada (que incluiu "Partners in Crime") em 7 de outubro de 2007. Graeme Harper, diretor do último serial de Davison, The Caves of Androzani (1984), dirigiu o episódio. Para replicar o traje do Quinto Doutor, a equipe de produção pegou emprestados itens da exposição de Doctor Who em Blackpool e tricotou um novo suéter de críquete para refletir o estilo usado de Castrovalva (1982) a Warriors of the Deep (1984). O episódio do Doctor Who Confidential que o acompanhou revelou que as calças que Davison usou em "Time Crash" eram o mesmo par que Colin Baker usou em suas primeiras cenas em The Twin Dilemma (1984).

## Transmissão e recepção
Os especiais de caridade anteriores de Doctor Who transmitidos ao longo dos anos incluem Dimensions in Time, Doctor Who and the Curse of Fatal Death e o especial sem título de 2005. O especial de aniversário "The Five Doctors" foi transmitido na noite do Children in Need em sua estreia no Reino Unido.
O Children in Need foi o programa de televisão mais assistido da noite, com uma audiência final de 9,6 milhões de espectadores, e os números atingiram o pico entre 20h15 e 20h30, quando "Time Crash" foi ao ar, com um total de 11,0 milhões de espectadores. O episódio foi, portanto, o mais visto desde o renascimento do programa em 2005, superando sua estreia, "Rose", que alcançou uma audiência de 10,8 milhões de pessoas. As doações também atingiram o pico durante a exibição do episódio. Quando o episódio foi repetido quatro horas depois, ele atraiu uma audiência de 2,5 milhões de espectadores. Essa classificação foi posteriormente superada por "Voyage of the Damned", que obteve 13,3 milhões de espectadores.
O episódio foi avaliado positivamente pelos críticos. Martin Conaghan, do TV Squad, disse que o episódio foi "o destaque da noite". Ele elogiou principalmente Moffat por sua escrita; ele comentou que o roteirista "tem um talento especial para histórias inteligentes no estilo paradoxal e conseguiu capturar um pequeno trecho fantástico de emoção, remontando aos primeiros dias de Doctor Who", elogiando especificamente a cena de despedida. Dek Hogan, do Digital Spy, refletiu as opiniões de Conaghan; ele chamou o roteiro de Moffat de "espirituoso" e esperava que Davison voltasse para filmar um episódio completo.